# تريباي (بلدية في فرنسا)
تريباي (Trépail) هي بلدية تقع في إقليم المرن في شمال شرق فرنسا . بلغ عدد سكانها 436 نسمة في عام 2019.

## الجغرافيا
تقع القرية عند سفح جبل ريم الجنوبي الشرقي. يتدفق مجرى تريباي عبر القرية، ويصب في قناة Aisne-Marne. تبلغ مساحة بلدية تريباي 8.37 كيلومترًا مربعًا .

## مزارع الكروم
قرية تريباي مشهورة بمزارع الكروم الواسعة. الصنف المهيمن على مزارع الكروم في تريباي هو الشاردونيه، تتقاسم تريباي هيمنة الشاردونيه مع ثلاث من القرى المجاورة لها: فودماجن وبيلي لو جراند، وفيليرز مارميري، الواقعة إلى الشمال/الشمال الشرقي على طول المنحدر. تُسمى هذه المنطقة أحيانًا باسم Perle blanche ، وربما تكون قرية تريباي هي القرية الأكثر شهرة في المنطقة. تبلغ مساحة مزارع الكروم الحالية في بلدية تريبيل أقل من 700 فدان. اعتبارًا من عام 2013، يتكون من حوالي 90% من شاردونيه و10% من بينوت نوير (9.5%).

## مراجع

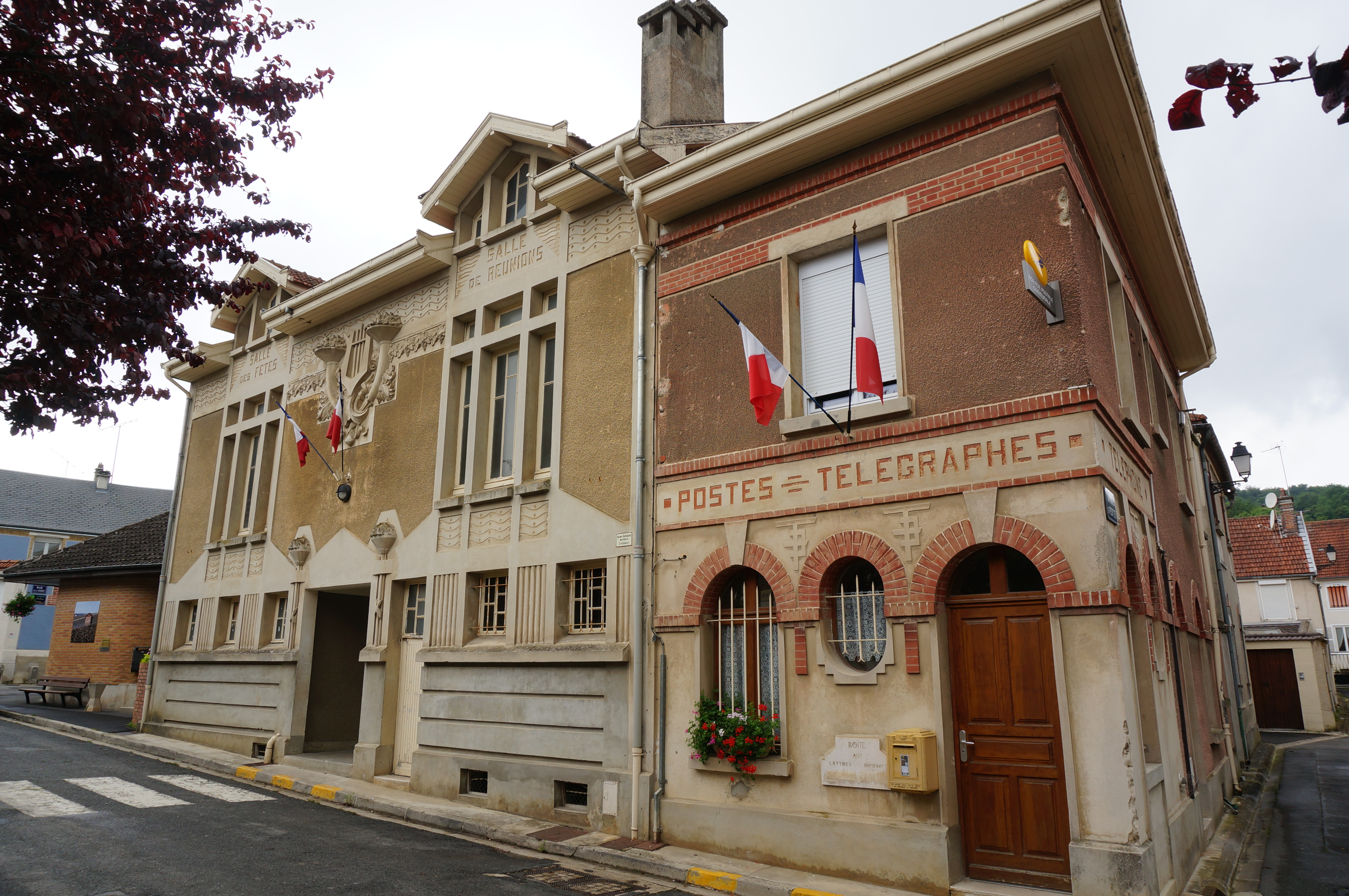